# Ravinia floridensis
Ravinia floridensis är en tvåvingeart som först beskrevs av Aldrich 1916.  Ravinia floridensis ingår i släktet Ravinia och familjen köttflugor. Inga underarter finns listade i Catalogue of Life.